# 宮古島分屯基地
座標: 北緯24度45分45秒 東経125度19分33秒 / 北緯24.76250度 東経125.32583度

宮古島分屯基地

宮古島分屯基地（みやこじまぶんとんきち、JASDF Miyakojima Sub Base）とは、沖縄県宮古島市上野字野原1190-189に所在し、第53警戒隊等が配置されている航空自衛隊那覇基地の分屯基地である。対空レーダー及び周辺諸国の電子戦関連情報を収集する「地上電波測定装置」を有する。通称名野原基地。
分屯基地司令は、第53警戒隊長が兼務。

## 所在部隊

### 南西航空方面隊隷下部隊
- （南西航空警戒管制団）
  - 第53警戒隊

### 作戦情報隊隷下
- （電波情報収集群）
  - 第4収集隊

### 情報本部隷下部隊
- （太刀洗通信所）
  - 宮古島分室

## 沿革
- 1973年（昭和48年）2月15日：アメリカ軍第623航空警戒管制中隊第1分遣隊(623rd Aircraft Control & Warning Squadron Det1)よりレーダ機材移管、第53警戒群を新編